# Guadahortuna
Guadahortuna là một đô thị ở tỉnh Granada, cộng đồng tự trị Andalusia, Tây Ban Nha. Theo điều tra dân số 2010 của Viện thống kê Tây Ban Nha (INE), đô thị này có dân số là 1999 người. Diện tích đô thị này là 121,24 ki-lô-mét vuông. Đô thị này nằm ở độ cao 952 m trên mực nước biển.